# Poemenia taiwana
Poemenia taiwana är en stekelart som beskrevs av Jinhaku Sonan 1936. Poemenia taiwana ingår i släktet Poemenia och familjen brokparasitsteklar. Inga underarter finns listade i Catalogue of Life.